# Hiroto Muraoka
Hiroto Muraoka (japonsko 村岡 博人), japonski nogometaš, * 19. september 1931, Tokio, Japonska, † 13. marec 2017.
Za japonsko reprezentanco je odigral dve uradni tekmi.